# Selina Freitag
Selina Alma Freitag (Erlabrunn, 19 maggio 2001) è una saltatrice con gli sci tedesca.

## Biografia
Figlia di Holger e sorella di Richard, a loro volta saltatori con gli sci, e attiva dall'agosto del 2018, Selina Freitag ai Mondiali juniores di Lahti 2019 ha vinto la medaglia d'argento nella gara a squadre e quella di bronzo nella gara a squadre mista; il 16 febbraio dello stesso anno ha esordito in Coppa del Mondo, a Oberstdorf (28ª), mentre l'anno dopo ai Mondiali juniores di Oberwiesenthal 2020 ha conquistato la medaglia di bronzo nella gara a squadre.
Ai XXIV Giochi olimpici invernali di Pechino 2022, sua prima presenza olimpica, si è classificata 22ª nel trampolino normale e 9ª nella gara a squadre mista; il 10 dicembre dello stesso anno ha ottenuto il primo podio in Coppa del Mondo, a Titisee-Neustadt in una gara a squadre mista (3ª). Ai Mondiali di Planica 2023, sua prima presenza iridata, ha vinto la medaglia d'oro nella gara a squadre e nella gara a squadre mista e si è classificata 4ª nel trampolino normale e 19ª nel trampolino lungo; il 22 novembre 2024 ha conquistato nella gara a squadre mista di Lillehammer la prima vittoria in Coppa del Mondo. Ai Mondiali di Trondheim 2025 ha vinto la medaglia d'argento nel trampolino normale e nel trampolino lungo, quella di bronzo nella gara a squadre e si è piazzata 4ª nella gara a squadre mista.

## Palmarès

### Mondiali
- 5 medaglie:
  - 2 ori (gara a squadre, gara a squadre mista a Planica 2023)
  - 2 argenti (trampolino normale, trampolino lungo a Trondheim 2025)
  - 1 bronzo (gara a squadre a Trondheim 2025)

### Mondiali juniores
- 3 medaglie:
  - 1 argento (gara a squadre a Lahti 2019)
  - 2 bronzi (gara a squadre mista a Lahti 2019; gara a squadre a Oberwiesenthal 2020)

### Coppa del Mondo
- Miglior piazzamento in classifica generale: 2ª nel 2025
- 21 podi (14 individuali, 7 a squadre):
  - 3 vittorie (a squadre)
  - 10 secondi posti (individuali)
  - 8 terzi posti (4 individuali, 4 a squadre)

#### Coppa del Mondo - vittorie
| Data             | Località    | Nazione     | Trampolino                                                                     |
| ---------------- | ----------- | ----------- | ------------------------------------------------------------------------------ |
| 22 novembre 2024 | Lillehammer | Norvegia    | Lysgårdsbakken HS140 (con Andreas Wellinger, Katharina Althaus e Pius Paschke) |
| 25 gennaio 2025  | Zaō         | Giappone    | Yamagata HS102 (con Agnes Reisch)                                              |
| 8 febbraio 2025  | Lake Placid | Stati Uniti | MacKenzie HS128 (con Agnes Reisch, Philipp Raimund e Andreas Wellinger)        |